# Aleksandar Tišma
Aleksandar Tišma (16. ledna 1924, Horgoš – 15. února 2003) byl srbský spisovatel, autor románů.

## Život
Tišma se narodil v obci Horgoš u města Kanjiža na hranicích Srbska a Maďarska. Jeho otec byl srbské národnosti, matka byla židovského původu a mluvila maďarsky.
Tišma nejdříve studoval na střední škole v městě Novi Sad. Během 2. světové války studoval ekonomii s francouzským jazykem a literaturou v Budapešti. Nakonec však vystudoval germanistiku na filozofické fakultě na Bělehradské univerzitě. Mezi lety 1945–1949 se živil jako novinář, psal pro Slobodnou Vojvodinu a Borbu. Poté pracoval jako editor a redaktor Matice srbské, kde působil až do svého odchodu do důchodu v roce 1982.
V roce 1979 se stal dopisovatelem Vojvodské akademie věd a umění (VANU) a na stálého člena povýšil o pět let později. Následně se rovněž stal členem Srbské akademie věd a umění (SANU). Od roku 2002 byl taktéž členem Akademie umění (Akademie der Künste) v Berlíně.

## Činnost
Tišmova práce se tematicky zaměřovala na hledání svobody lidstva a na obtíže, se kterými se lidé na své cestě životem setkávají - utrpení, násilí, pocity zděšení či viny. Jeho dílo je společně s autory Czesławem Miłoszem, Danilem Kišem a György Konrádem někdy klasifikováno jako součást typické středoevropské literatury – temné, hloubavé, přesto humanitní a provokující k přemýšlení.
V politických záležitostech Tišma často veřejně podporoval srbská pro-demokratická hnutí a jednal v jejich prospěch, přesto se on sám nikdy otevřeně k žádné politické organizaci nepřipojil. V roce 1993 v rámci rostoucí národnostní hysterie v zemi jako projev nesouhlasu s režimem Slobodana Miloševiće opustil Tišma Srbsko a rozhodl se žít v dobrovolném exilu ve Francii až do roku 1996. Zemřel v roce 2003 ve svých 79 letech v městě svých studií, Novém Sadu.
Tišmova práce byla přeložena do 17 jazyků. Za svou práci obdržel řadu cen, například v roce 1977 Srbskou literární cenu za nejlepší román roku (NIN–ova nagrada) za román Upotreba čoveka (česky Použití člověka, vyd. v Odeonu r. 1985, přel. Josef Hlavnička) dále např. Rakouskou státní cenu za evropskou literaturu (Österreichischer Staatspreis für Europäische Literatur) v roce 1995.
Tišma rovněž překládal práce německých a maďarských spisovatelů do srbštiny, z významných děl lze jmenovat román Imreho Kertésze Sorstalanság z roku 1975 (česky Člověk bez osudu vyd. Academia v roce 2009, v překladu Kateřiny Pošové).

## Spisy

### Básně
- Naseljeni svet
- Krčma

### Povídky
- Krivice
- Nasilje
- Mrtvi ugao
- Povratak miru
- Škola bezbožništva (1978, česky: Čtyři etudy o člověku, Odeon 1983[3])
- Hiljadu i druga noć

### Romány
- Za crnom devojkom
- Knjiga o Blamu
- Upotreba čoveka (1976, česky: Použití člověka, Odeon 1985[1])
- Begunci
- Kapo (slovensky: Kápo, 2002[4])
- Vere i zavere
- Široka vrata
- Koje volimo